# Bazyli Hołownia
Bazyli Jakimowicz Hołownia herbu własnego – łowczy witebski w 1655 roku.
W czasie wojny polsko-rosyjskiej 1654-1667 dostał się do niewoli rosyjskiej. W 1655 roku podpisał laudum sejmiku zesłanej szlachty województwa witebskiego w Kazaniu.